# Arrondissement Lure
Arrondissement Lure je francouzský arrondissement ležící v departementu Haute-Saône v regionu Franche-Comté. Člení se dále na 13 kantonů a 194 obcí.

## Kantony
- Champagney
- Faucogney-et-la-Mer
- Héricourt-Est
- Héricourt-Ouest
- Lure-Nord
- Lure-Sud
- Luxeuil-les-Bains
- Mélisey
- Saint-Loup-sur-Semouse
- Saint-Sauveur
- Saulx
- Vauvillers
- Villersexel